# Перикле (драма)
Перикле (енгл. Pericles, Prince of Tyre) јесте драма Виљема Шекспира написана око 1608. године. На српски језик превели су је Живојин Симић и Сима Пандуровић. Сам Шекспир је ову драму сврстао у трагедије, али је њен садржај, ликови и дијалози, нарочито у четвртом чину, далеко ближи комедији.

## Ликови
| - Антиох, краљ Антиохије - Перикле, кнез Тира - Хеликан и Ескан, тирски великаши - Симонид, крај Пентепоља - Клеон, гувернер Тарса - Лисимах, гувернер Митилене - Керимон, племић из Ефеса - Таљард, племић из Антиохије - Филемон, Керимонов слуга - Леонин, Дионизин слуга - Маршал двора | - Подводач - Болт, његов слуга - Антиохова кћи - Диониза, Клеонова жена - Таида, Симонидова кћи - Марина, Периклова и Таидина кћи - Лихорида, Маринина дадиља - Подводачица - Дијана - Гавер, као хор |

## Радња

### Први чин
На почетку драме, Гавер, у улози сличној хору у старогрчким драмама, обавештава гледаоце да је Антиох, краљ Сирије, у инцестуозној љубави са својом кћери. Да би је сачувао за себе, објавио је да сви просиоци његове кћери, чија је лепота надалеко чувена, морају најпре решити његову загонетку. Они који покушају, а не одговоре тачно, изгубиће главе. Тако су многи млади просиоци погубљени, а изопачени краљ наставио је да ужива у родоскрвној љубави са својом кћери.
У првој сцени, Перикле, млади краљ Тира, долази у Антиохију да запроси краљеву кћер, чија га је лепота занела, иако су зидине двора украшене главама ранијих просаца. Загонетка гласиː 
| Нисам змија, али храним се са тела мајке своје што на свет ме донела. Тражила сам мужа, а подлегла тој љубазности оца. Он је отац, син, | и нежан муж, а ја сам мајка и жена и његово дете. Како се то деси, да ли разумете? Реши загонетку кад размислиш мало, ако ти је до свог живота још стало. |

Перикле одмах погађа да се ради о родоскрвнућу Антиоха и његове кћери, и наговештава краљу да зна истину, али да сматра да је боље да је не каже јавно, за краљево добро. Изненађен, Антиох му даје рок од 40 дана да реши законетку, а у међувремену остане на двору као његов гост, планирајући да га у тајности отрује. Свестан опасности, Перикле исте ноћи бежи у Тир, али се плаши да тамо остане, очекујући Антиохову војску или потајне убице. Он предаје власт Хеликану, свом најмудријем саветнику, и кришом одлази у Тарс, где намерава да у тајности сачека догађаје. Таљард, Антиохов гласник, долази у Тир да убије Перикла, али га Хеликан превари, говорећи му да је Перикле, у жалости што је увредио краља Антиоха, отишао у изгнанство да живи као обичан морнар. За то време, у Тарсу влада глад, али долазак Периклове флоте са житом спасава грађане на челу са гувернером Клеоном и они га примају са добродошлицом.

### Други чин
Након што је добио вести од Хеликана да га Антиох гони, Перикле отплови из Тарса, али му се флота разбије у олуји. Самог и голог, таласи га избаце на обалу Грчке, у Пентепољ, чији краљ, Симонид, управо организује витешки турнир како би привукао просце за своју кћер Таиду. Након што га пријатељски рибари нахране и обуку, и море избаци његов оклоп, Перикле одлази на Симонидов двор, где привлачи пажњу победом на турниру, и задобија симпатије свих својим племенитим држањем, скромношћу и музиком, док се Таида на први поглед заљубљује у њега. За то време, у Тир долазе вести да је ватра са неба убила краља Антиоха и његову кћер, и Хеликан шаље гласнике на све стране да пронађу Перикла. У Пентапољу, уз благослов доброг краља Симонида, Перикле и Таида се вере.

### Трећи чин
Након што је добио гласнике из Тира, Перикле са Таидом у поодмаклој трудноћи креће на пут у отаџбину. Недалеко од Тарса, њихов брод западне у страховиту олују, током које се Таида породи и умире на порођају. Због морнарског сујеверја (да мртвац не сме остати на броду), Таиду полажу у ковчег и бацају у море. Ковчег са њеним телом, врећом злата и Периклом писмом у коме моли сваког ко је нађе да је достојно сахрани, олуја избаци на обалу у Ефесу, где га налазе људи тамошњег краља Керимона, који је чувен по својој лекарској вештини. Видећи да Таида није сасвим мртва, Керимон је оживиː верујући да је изгубила мужа и дете у олуји, Таида приступа весталкама у Дијанином храму. За то време, Перикле своју новорођену кћер, Марину, верујући да новорођенче не би преживело пут до Тира, са дадиљом Лихоридом остави на старање Клеону и његовој жени Дионизи у Тарсу.

### Четврти чин
Док Перикле поново преузима власт у Тиру, а Таида живи као весталка у Ефесу, Марина одраста у Тарсу четрнаест година истичући се својом лепотом, мудрошћу и образовањем, под Лихоридиним старањем. Верујући да је Марина засенила њену кћер, Диониза нареди свом слузи Леонину да је тајно убије, али је нехотице спасу гусари, који је отму и продају на пијаци робова у Митилени. Тамо је за велику цену откупе власници локалне јавне куће, и њена лепота и девичанство привлаче многе муштерије, али је њена мудрост, речитост и убедљивост толика, да Марина успева да све своје муштерије убеди да се одрекну разврата и окрену врлини. Својим говором успева да придобије и Лисимаха, гувернера Митилине, који одбија да је дотакне без њене дозволе и богато је обдари. Пошто Маринино понашање прети да упропасти посао у јавној кући, њена господарица нареди свом слузи Болту да јој силом одузме девичанство како би постала згодна за општу употребу. Марина га поткупи Лисимаховим златом и уз његову помоћ наговори власнике је као робињу издају у најам као учитељицу за девојчице племенитог рода. За то време, Перикле долази у Тарс по Марину, али му Клеон и Диониза покажу њен споменик и (празну) гробницу, убедивши га да је умрла од болести.

### Пети чин
Перикле, занемео од туге, пристане својим бродом у Митилени, и Лисимах доводи Марину, за коју каже да би била савршена супруга да је племенитог рода, не би ли га њена песма натерала да проговори. Песма не делује, али када му Марина каже да је сироче племенитог рода, Перикле је погледа и она га подсети на Таиду. Он се заинтересује за њу и проговори после много месеци ћутања, испитујући је о њеном пореклу и судбини. Она му исприча о свом рођењу на мору, смрти мајке на порођају, отмици у Тарсу и поносно изјављује да је кћи краља Перикла. Перикле, који је видео њен гроб у Тарсу, мисли да сањаː након што му Марина потврди да јој се мајка звала Таида, он је препозна и онесвести се од радости. У сан му дође богиња Дијана и нареди му да принесе жртву у њеном храму у Ефесу. Након што сазна да је Марина Периклова кћи, Лисимах свечано угости краља у Митилини и испроси Марину за жену. Сви заједно одлазе у Ефес, где у Дијанином храму нађу Таиду као првосвештеницу. Након срећног препознавања и уједињења породице после четрнаест година, Преикле и Таида одлазе да владају Пентепољем, а Марини и Лисимаху препуштају власт у Тиру. Драма завршава епилогом који ковори Гавер, из кога сазнајемо да су Клеона и Дионизу убили њихови поданици када су сазнали за њихов злочин, јер богови увек кажњавају грех и награђују врлину.